# Chloorxylenol
Chloorxylenol (4-chloor-3,5-dimethylfenol) is een bacterie- en schimmeldodend middel dat wordt verkocht onder de naam Dettol. Het is ook werkzaam tegen sommige virussen. In de lijst met bestanddelen wordt de stof ook aangeduid als parachloormetaxylenol of p-chloor-m-xylenol. De stof dankt zijn bacteriedodende werking aan het feit dat het de bacteriële celwanden verstoort en bacteriële enzymsystemen inactiveert. Het is beter werkzaam tegen grampositieve dan tegen gramnegatieve bacteriën. Tegen sporen is het niet werkzaam.
Chloorxylenol werd in de jaren 1920 ontwikkeld. Het is een van de oudst bekende desinfecterend werkende stoffen.
Antiviraal is chloorxylenol uitsluitend werkzaam tegen virussen die over een enveloppe beschikken.
De stof is niet giftig voor mensen en de meeste zoogdieren, maar wel voor katten en vissen. Katten hebben een verminderd vermogen om chloorxylenol en soortgelijke fenolen te ontgiften, aangezien ze onvoldoende in staat zijn om glucuronide aan te maken. Honden en mensen zijn wél in staat chloorxylenol te conjugeren, waardoor bij hen een snelle en volledige eliminatie plaatsvindt. Vogels zijn vrijwel ongevoelig voor chloorxylenol.
Chloorxylenol wordt gemakkelijk via de huid opgenomen. In sommige gevallen kan wel huidirritatie optreden.
De stof is opgenomen in de lijst van essentiële geneesmiddelen van de WHO.

## Toepassingen
Chloorxylenol wordt vooral gebruikt als ontsmettingsmiddel, om infecties van de huid, zoals bij een wond of bij eczeem te bestrijden of te voorkomen. Het is in de handel als geconcentreerd middel en wordt meestal eerst verdund, alvorens het op de huid te brengen met een watje of steriel gaasje.